# 静岡大学
静岡大学（しずおかだいがく、英語: Shizuoka University）は、日本の静岡県静岡市駿河区に本部を置く国立大学。国立大学法人静岡大学によって運営されている。略称は静大（しずだい）。文理の多様な学部と大学院研究科を擁する総合大学である。

## 概観

### 大学全体

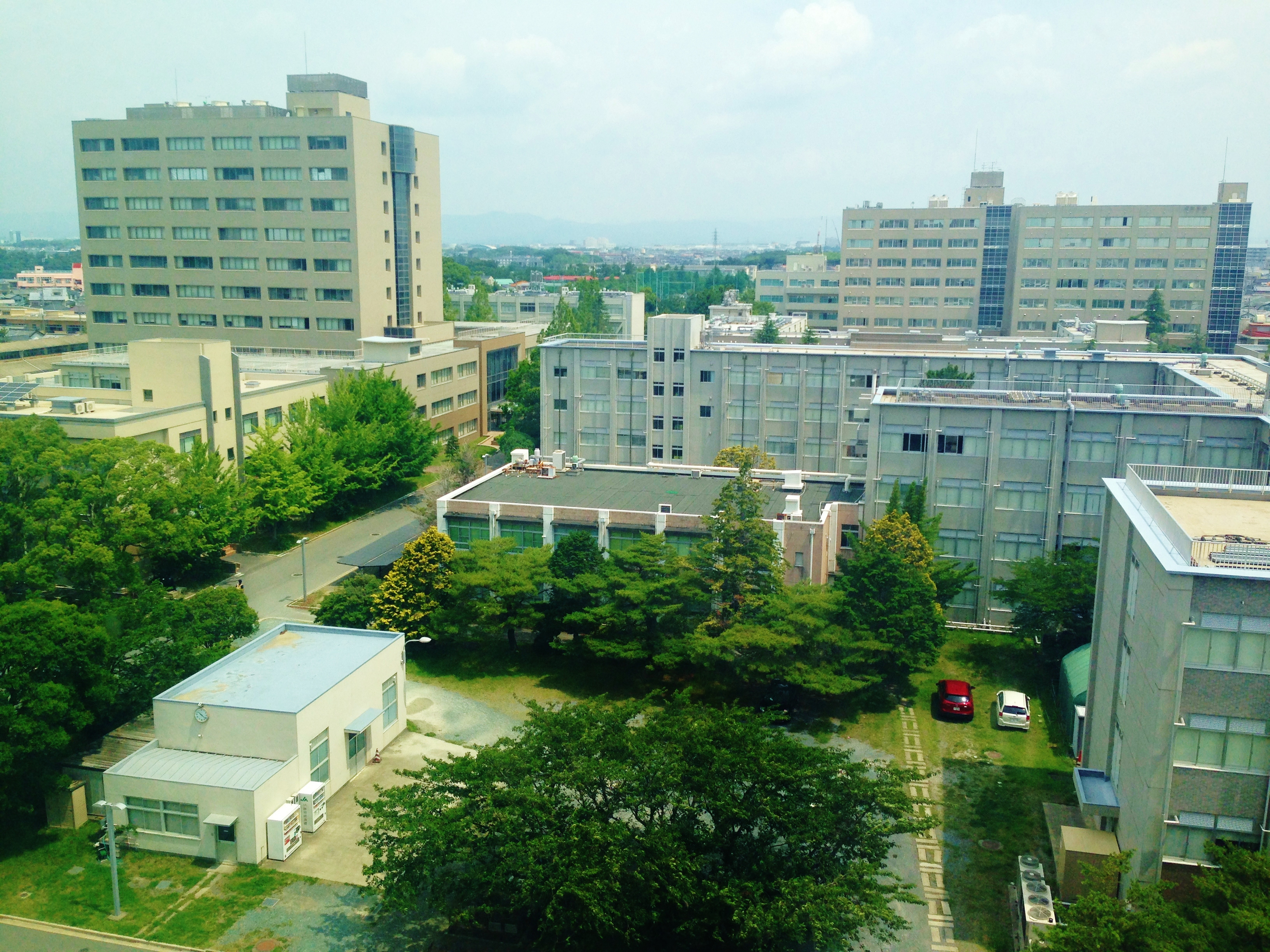
浜松キャンパス

静岡大学は、旧制静岡高等学校、静岡第一師範学校、静岡第二師範学校、静岡青年師範学校、浜松工業専門学校の5校を前身として、1949年（昭和24年）5月31日に新制大学として設置が認められ、翌6月1日に発足した。その後、1951年（昭和26年）に静岡県立静岡農科大学が農学部として移管された。1995年（平成7年）に教養部廃止に伴い情報学部が設置された。静岡第一師範学校の前身である静岡師範学校の開学は1875年（明治8年）に遡る。
『大学概要2012年版』によると同年5月1日時点、入学定員は学部が約2,000人、大学院研究科は約650人。在籍学生・大学院生総数は学部生が約8,900人、大学院生が約1,600人、合計約10,500人。他に留学生、非正規生等が約400人いる。

### キャンパス
キャンパスの総面積は約415万平方m、静岡・浜松両キャンパスの面積は約60万m2。
- 静岡キャンパス（静岡県静岡市駿河区大谷）：大学および国立大学法人の本部所在地
- 浜松キャンパス（静岡県浜松市中央区城北三丁目5番1号）
- 東部サテライト（静岡県伊豆市青羽根65番地の1）

このほか、農学部附属地域フィールド科学教育研究センターの農場や演習林などが静岡県内4カ所にある。
- 持続型農業生態系部門：藤枝フィールド（藤枝市）
- 森林生態系部門：天竜フィールド（浜松市天竜区）、南アルプスフィールド（榛原郡川根本町）
- 水圏生態系部門：用宗フィールド（静岡市駿河区用宗）

### 大学の象徴

#### 学章
学章は静岡大学から眺められる宝永山がある表富士を背景に、手前の連なるうねりで遠州灘や駿河湾の波濤を表す構図とし、この雄大な景観の地に位置する本学を表現している。
- 学章のデザインは、本学開校直後（昭和24年6月頃）に、学内応募により採用された図案が、その後一部修正され、静岡大学バッジとして慣例的に使用されていたものである。平成11年の静岡大学創立50周年記念事業の一環として、原図をリ・デザインし、正式に「学章」として制定された。従来の図案およびコンセプトを踏襲しながら、新時代に相応しい明快なイメージで表現されている[3]。

#### スクールカラー
スクールカラーは、「紫味の青」（■ DIC 143、プロセスカラー Cyan82% ＋ Magenta63%）は、早朝の富士山を連想させ「さわやかな息吹」を象徴するとともに、遠州灘・駿河湾にうねる波の色を表し、「大いなる可能性」を象徴している。

#### 学生歌
校歌は定められていないが、学生歌として『われら若人』（高嶋善二作詞・石井歓作曲）が公認されている。静岡大学のホームページから「在学生の皆様」のページにアクセスすると、楽譜と静岡大学混声合唱団による演奏を鑑賞することができる。

#### マスコットキャラクター
マスコットキャラクターに、しずっぴー（角帽をかぶった富士山のキャラクター）が制定されている。なお、オリジナルグッズの販売は大学生協で行っている。

### ビジョンと使命
- ビジョン
「自由啓発・未来創成」 質の高い教育と創造的な研究を推進し、社会と連携し、ともに歩む存在感のある大学
- 使命
  - 教育：地球の未来に責任をもち、国際的感覚を備え、高い専門性を有し、失敗を恐れないチャレンジ精神にあふれ、豊かな人間性を有する教養人を育成します。
  - 研究：世界の平和と人類の幸福を根底から支える諸科学を目指し、創造性あふれる学術研究を行います。
  - 社会連携：地域社会とともに歩み、社会が直面する諸問題に真剣に取り組み、文化と科学の発信基地として、社会に貢献します。

## 沿革

### 沿革
- 1875年：静岡師範学校（後の静岡第一師範学校）設置。
- 1914年：静岡県浜松師範学校（後の静岡第二師範学校）設置。
- 1922年：静岡高等学校設置。
- 1922年：浜松高等工業学校（後の浜松工業専門学校）設置。
- 1926年：静岡県立農業補習学校教員養成所（後の静岡青年師範学校）設置。
- 1949年：国立学校設置法に基づき旧制静岡高等学校、静岡第一師範学校、静岡第二師範学校、静岡青年師範学校、浜松工業専門学校を包括して静岡大学が発足。静岡市大岩に文理学部・教育学部を、浜松市に工学部を設置。
- 1951年：静岡県立静岡農科大学を国立移管し、農学部を設置（磐田市）。
- 1964年：工学研究科（修士課程）を設置。
- 1965年：文理学部を改組し、人文学部・理学部に分離。電子工学研究所、教養部を設置。
- 1970年：静岡市大岩校地、磐田市の農学部校地を静岡市大谷（現在の静岡キャンパス）に統合移転。
- 1973年：静岡大学国立医科大学開設準備室を設置。静岡大学医学部として設置される計画であったが浜松医科大学として発足。
- 1976年：工学系博士課程としては新制大学で初となる電子科学研究科（博士後期課程）および理学研究科（修士課程）を設置。
- 1995年：情報学部を設置。教養部廃止。
- 1996年：理学研究科と工学研究科を改組し、理工学研究科（博士前期・後期課程）を設置。
- 1997年：工業短期大学部を廃止。工学部夜間主コースに転換。
- 1999年：法経短期大学部を廃止。人文学部夜間主コースに転換。
- 2004年：国立大学法人静岡大学となる。
- 2005年：法務研究科法科大学院を設置。
- 2006年：理工学研究科及び電子科学研究科を改組し、創造科学技術大学院（博士後期課程）、理学研究科（修士課程）および工学研究科（修士課程）を設置。
- 2009年：教職大学院を設置。
- 2012年：人文学部を人文社会科学部へ改称。愛知教育大学と共同で、教育学研究科に共同教科開発学専攻（博士後期課程・共同教育課程）を新設。
- 2013年：工学部・工学研究科を改組。グリーン科学技術研究所を設置。
- 2015年：情報学研究科、理学研究科、工学研究科および農学研究科を改組し、総合科学技術研究科（情報学専攻、理学専攻、工学専攻および農学専攻）修士課程を設置。
- 2016年：法務研究科法科大学院募集停止予定。人文社会科学部、教育学部、理学部、農学部、情報学部の改組および地域創造学環を設置。
- 2019年：法務研究科法科大学院を廃止[5]。また国立大学法人静岡大学と国立大学法人浜松医科大学が、国立大学法人静岡国立大学機構を設立、大学再編に合意。具体的には、静岡大学の浜松キャンパス(工学部、情報学部)と浜松医科大学からなる浜松地区大学と、静岡大学の静岡キャンパス(人文社会科学部、教育学部、農学部、理学部)からなる静岡地区大学とに再編し、新たな2大学を一法人とするものである。浜松側の大学名称についてはまだ決定していない[6]。
- 2021年1月29日：学内外の理解が十分に得られず、当初予定の2022年度からの新法人の学生受入れが困難であるとして「国立大学法人静岡国立大学機構（仮称）」設立による法人統合・大学再編について延期することを静岡大学静岡キャンパスで行なった共同記者会見で公表[7][8]。
- 2023年4月：「グローバル共創科学部（仮称）」を設置[9][10]。人文・社会科学から自然科学までをつなぎ、複眼的な視点から未来社会をデザインできる人材を育てる学部で、設置申請に伴って地域創造学環の学生募集を停止するとともに、既設6学部の募集人員も変更[11]。
- 2024年10月31日：浜松医科大学との統合の白紙撤回を発表[12][13]。

### 浜松医科大学との関係
本来は静岡大学医学部として静岡市に建設される計画であり、静岡県議会でも可決された事項であった。しかし、当時の県知事竹山祐太郎が県議会決定を無視し、独断で浜松市への設置手続きを行い、浜松医科大学として発足することになった。この議会決定を無視した竹山の独断による手続きが発端で静岡県中部、県東部の自民党県会議員が竹山と浜松医科大学設置を承認した国に反発し、集団離党する事態に発展した。
大学同士は、光学技術を使った検査機器の研究開発などに取り組む光医工学（メディカルフォトニクス）で大学院を共同設置するといった協力関係にある。
国立大学法人を浜松医科大学と統合した上で大学を再編する動きがあったが、静岡大学は2024年10月31日に白紙撤回を表明した。当初の合意案は「1法人2大学」として静岡大学から浜松キャンパスを切り離すものだったため、静岡大学内部で反発が強く、事態は膠着した。静岡大学は浜松医大と浜松キャンパスを「分校」とする「1大学2校」案を提案しているが、浜松医大側は一貫して当初の合意の履行を求めていた。

## 教育および研究

### 組織

#### 学部
- 人文社会科学部
  - 社会学科
    - 人間学コース
    - 社会学コース
    - 心理学コース
    - 文化人類学コース
    - 歴史文化コース

  - 言語文化学科
    - 日本・アジア言語文化コース
    - 欧米言語文化コース
    - 比較言語文化コース

  - 法学科
    - 昼間コース
    - 夜間主コース

  - 経済学科
    - 昼間コース
    - 夜間主コース
- 教育学部
  - 学校教育教員養成課程
    - 発達教育学専攻
      - 教育実践学専修
      - 教育心理学専修
      - 幼児教育専修

    - 特別支援教育専攻
    - 教科教育学専攻
      - 国語教育専修
      - 社会科教育専修
      - 数学教育専修
      - 理科教育専修
      - 音楽教育専修
      - 美術教育専修
      - 保健体育教育専修
      - 技術教育専修
      - 家庭科教育専修
      - 英語教育専修

    - 初等学習開発学専攻
    - 養護教育専攻
- 情報学部
  - 情報科学科
  - 情報社会学科
  - 行動情報学科
- 理学部
  - 数学科
  - 物理学科
  - 化学科
  - 生物科学科
  - 地球科学科
- 工学部
  - 機械工学科
    - 宇宙・環境コース
    - 知能・材料コース
    - 光電・精密コース

  - 電気電子工学科
    - 情報エレクトロニクスコース
    - エネルギー・電子制御コース

  - 電子物質科学科
    - 電子物理デバイスコース
    - 材料エネルギー化学コース

  - 化学バイオ工学科
    - 環境応用化学コース
    - バイオ応用工学コース

  - 数理システム工学科
- 農学部[注 2]
  - 生物資源科学科
    - 植物バイオサイエンスコース

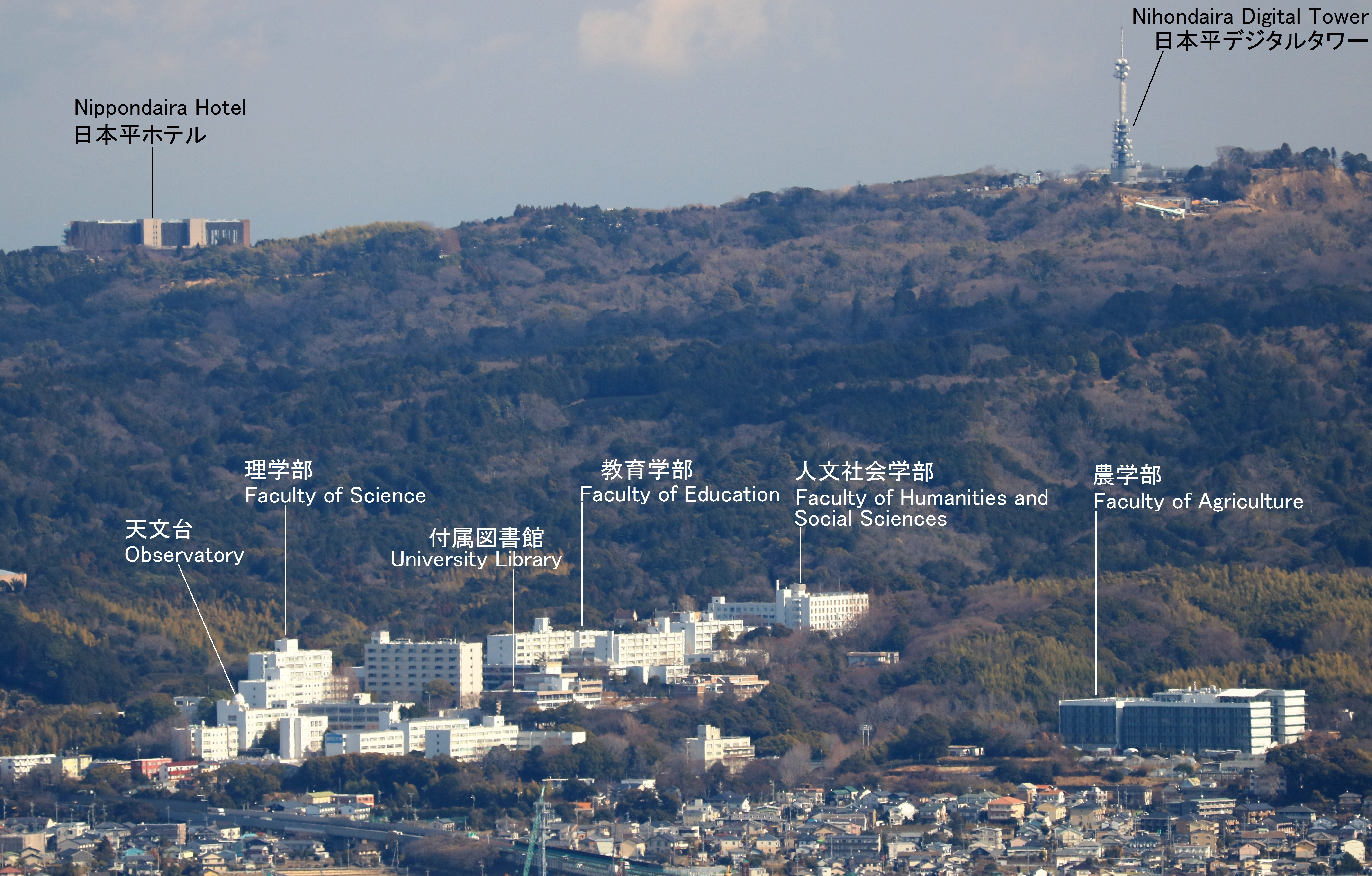
日本平の西山麓にある静岡キャンパス、右上に日本平デジタルタワー（2018年1月）

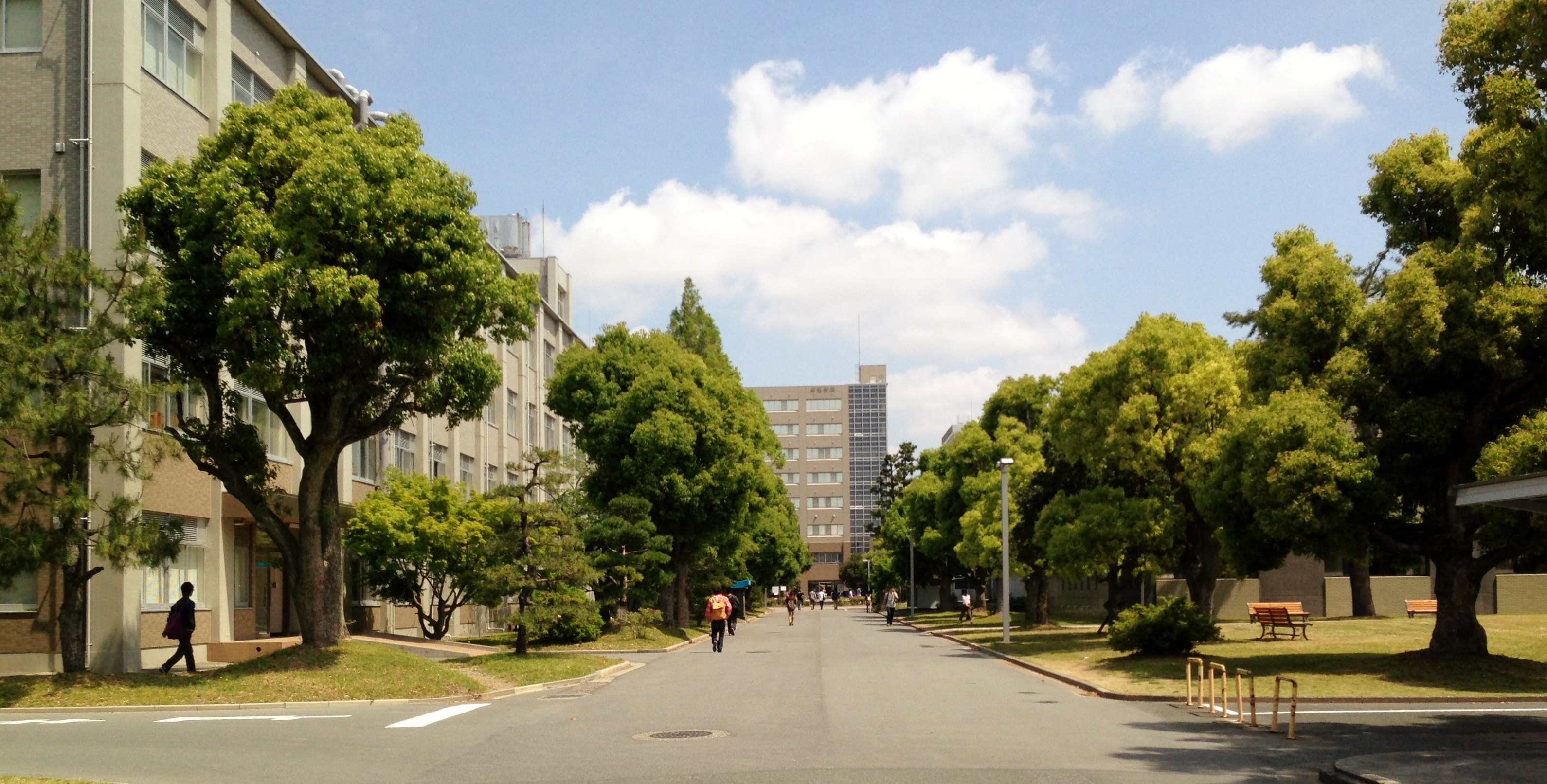
浜松キャンパス（情報学部2号館）

      - 植物生産管理学（雑草学分野）、ポストハーベスト、野菜園芸学、応用昆虫学、環境微生物学、花卉園芸学、植物病理学、分子進化・情報生物学、果樹園芸学

    - 木質科学コース
      - 森林生物化学、高分子複合材料学、木質バイオマス利用学、住環境構造学

    - 地域生態環境科学コース
      - 環境科学、生態学、造林学、広域生態学、森林防災工学、森林利用システム学、環境社会学、持続可能型農業科学

    - 農食コミュニティデザインコース
      - 哲学、細胞生物学、農業経営学、園芸イノベーション学、農村福祉社会学

  - 応用生命科学科
    - 環境微生物学、生物化学、植物機能生理学、動物生理学、植物病理学、植物化学、遺伝ゲノム工学、食品栄養化学、生物工学、植物機能生理学、分子育種、細胞生物学、応用微生物学、ケミカルバイオロジー
- グローバル共創科学部
  - グローバル共創科学科
    - 国際地域共生学コース
    - 生命圏循環共生学コース
    - 総合人間科学コース
- 地域創造学環（募集停止）
  - 地域経営コース
  - 地域共生コース
  - 地域環境・防災コース
  - アート＆マネジメントコース
  - スポーツプロモーションコース

#### 研究科
- 人文社会科学研究科（修士課程）
  - 臨床人間科学専攻
    - 臨床心理学コース
    - ヒューマン・ケア学コース
    - 共生社会学コース

  - 比較地域文化専攻
    - 研究指導分野
      - 哲学芸術文化論、文化人類学、歴史文化論、国際言語文化論、比較言語文化論

  - 経済専攻
    - 研究指導分野
      - 国際経営、地域公共政策
- 教育学研究科
  - 教育実践高度化専攻（教職大学院・専門職学位課程）
    - 教育実践力育成コース
    - 学校組織開発コース
    - 教育実践開発コース

  - 共同教科開発学専攻（博士後期課程、愛知教育大学との共同教育課程）
- 総合科学技術研究科（修士課程）
  - 情報学専攻
    - 情報学コース[19]
      - 計算機科学プログラム
      - 情報システムプログラム
      - 情報社会デザインプログラム
      - 社会人再教育のための特別プログラム

  - 理学専攻
    - 数学コース
    - 物理学コース
    - 化学コース
    - 生物科学コース
    - 地球科学コース

  - 工学専攻
    - 機械工学コース
    - 電気電子工学コース
    - 電子物質科学コース
    - 化学バイオ工学コース
    - 数理システム工学コース
    - 事業開発マネジメントコース[注 3]

  - 農学専攻
    - 共生バイオサイエンスコース
    - 応用生物化学コース
    - 環境森林科学コース
    - 農業ビジネス起業人育成コース
- 光医工学研究科（博士後期課程）
  - 光医工学共同専攻（浜松医科大学との共同教育課程）
- 創造科学技術大学院・自然科学系教育部（教育組織）（博士後期課程）
  - ナノビジョン工学専攻
  - 光・ナノ物質機能専攻
  - 情報科学専攻
  - 環境・エネルギーシステム専攻
  - バイオサイエンス専攻
- 創造科学技術大学院・創造科学技術研究部（研究組織）
  - 静岡研究院（静岡キャンパス）
    - 統合バイオサイエンス部門
    - 環境サイエンス部門
    - ベーシック部門

  - 浜松研究院（浜松キャンパス）
    - ナノビジョンサイエンス部門
    - オプトロニクスサイエンス部門
    - インフォマティクス部門
    - ナノマテリアル部門
    - エネルギーシステム部門
- 岐阜大学大学院連合農学研究科（博士後期課程）
  - 生物生産科学専攻
    - 連合講座
      - 植物生産管理学（植物生産利用学・経営管理学）
      - 動物生産利用学

  - 生物環境科学専攻
    - 連合講座
      - 環境整備学
      - 生物環境管理学

  - 生物資源科学専攻
    - 連合講座
      - 生物資源利用学
      - スマートマテリアル科学（生物資源化学）
      - 生物機能制御学

#### 附属機関
- 電子工学研究所（共同利用・共同研究拠点）
- グリーン科学技術研究所
- 学部附属の教育研究施設
  - 教育学部附属教育実践総合センター

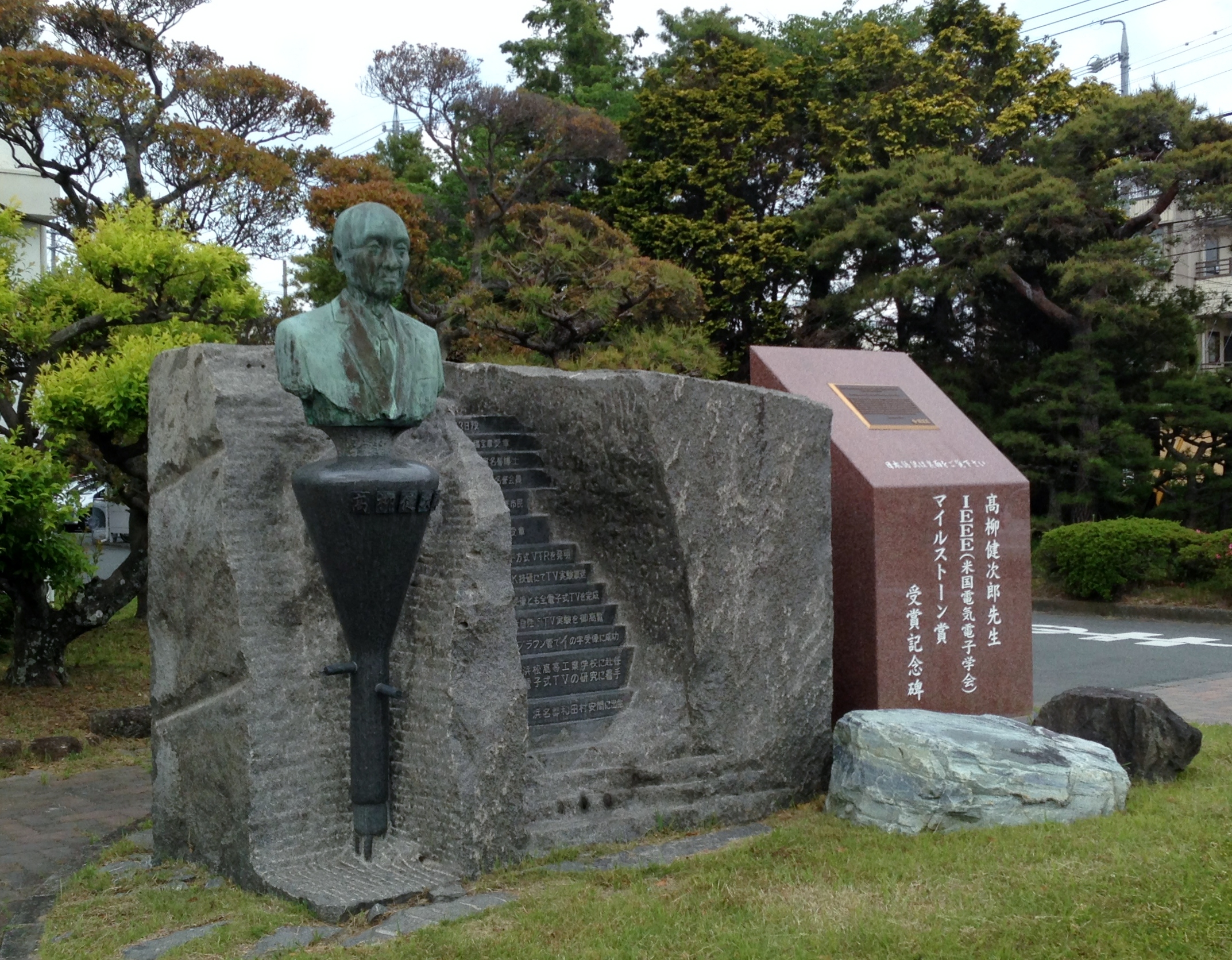
電子工学研究所前 高柳健次郎の胸像

  - 理学部附属放射科学研究施設（2010年 日本原子力学会歴史構築賞受賞）
  - 農学部附属地域フィールド科学教育研究センター
    - 持続型農業生態系部門
      - 藤枝フィールド - 農場、教育関係共同利用拠点

    - 森林生態系部門
      - 天竜フィールド - 演習林
      - 南アルプスフィールド - 演習林、教育関係共同利用拠点

    - 水圏生態系部門
      - 用宗フィールド - 魚類餌料実験実習施設

- 附属学校
  - 静岡大学教育学部附属静岡小学校
  - 静岡大学教育学部附属浜松小学校
  - 静岡大学教育学部附属静岡中学校
  - 静岡大学教育学部附属浜松中学校
  - 静岡大学教育学部附属島田中学校
  - 静岡大学教育学部附属特別支援学校
  - 静岡大学教育学部附属幼稚園
- 学内共同教育研究施設
  - 大学教育センター
  - 学生支援センター
  - 全学入試センター
  - 国際交流センター
  - 情報基盤センター
    - 浜松オフィス
    - 静岡オフィス

  - 防災総合センター
  - 浜松キャンパス共同利用機器センター
  - 教職センター
  - 地域法実務実践センター
- 学内共同利用施設
  - こころの相談室
  - キャンパスミュージアム
  - 高柳記念未来技術創造館
- イノベーション社会連携推進機構
- 情報基盤機構
- 全学教育基盤機構
- 安全衛生センター
- 男女共同参画推進室
- 附属図書館
  - 静岡本館
  - 浜松分館
- 事務局
- 技術部
- 保健センター
- 学術院
  - 人文社会科学領域
  - 教育学領域
  - 情報学領域
  - 理学領域
  - 工学領域
  - 農学領域
  - 融合・グローバル領域

### 研究

#### 特色ある研究
ミッションの再定義
ミッションの再定義において、以下の分野の研究が世界的な標準にあるとされた。
- 工学分野
  - 応用光学
  - 電気電子計測
  - 材料・デバイス

また、同じくミッションの再定義において、以下の分野の研究が特色・強みであるとされた。
- 理学分野
  - 原子核化学
  - 生物の環境応答
  - 地殻・マントル変動
- 農学分野
  - 応用生物化学
  - 植物科学

重点研究分野（超領域研究）
第2期中期目標・計画によると、以下の4つの重点研究分野において、世界をリードする独創的な研究を推進している。
- アジア研究
- 極限画像科学
- ナノバイオ科学
- グリーン科学技術（環境・エネルギー科学技術）

卓越研究者・若手重点研究者
自由な研究環境のもとに基礎的な研究を推進し、世界をリードする特色のある研究を推進する一環として選定。
- 卓越研究者（22名）
  - 個人研究のみならず学際・未踏領域研究の組織的推進の中核的な人材であり、静岡大学における研究等の分野において先駆的・先導的役割を担う者。
- 若手重点研究者（25名）
  - 本学の次代を担う教員として目標が高く、独創性を持ち、新しい流れを起こす、意識の高い人材。

#### 21世紀COEプログラム
- 2004年度 - 2008年度
「革新的な学術分野」
ナノビジョンサイエンスの拠点創成

### 教育

#### 特色ある教育
ダブルディグリープログラム
創造科学技術大学院（博士後期課程）において以下の分野でダブルディグリープログラムを実施している。
- 工学分野
  - ワルシャワ工科大学（ポーランド）
  - アレクサンドル・アイオアン・クザ大学（ルーマニア）
  - ゴメルステート大学（ベラルーシ）
- バイオテクノロジー分野
  - 慶北大学校（大韓民国）
  - ブラウンシュバイク工科大学（ドイツ）

アジアブリッジプログラム
タイ、インドネシア、ベトナム、インドを中心とした学生を秋入学にて受け入れる。現地入試も行っている。優秀な学生の募集、育成、人材輩出を通して、静岡の地域と産業の国際活動の活性化への貢献を目指している。

#### 競争的資金
- 現代的教育ニーズ取組支援プログラム
  - ものづくり教育はままつ10年構想―小中高理科教育から技術者養成までのサーモンプロジェクト―（2006年度 - 2008年度）
  - 静岡市中山間地域における農業活性化ー「一社一村しずおか運動」に連結する農業環境教育プロジェクトー（2007年度－2009年度）
  - 技術者の実践対応力育成カリキュラムの開発（2007年度 - 2009年度）
- 特色ある大学教育支援プログラム
  - 多角的評価で磨く文工融合型情報学教育（2004年度 - 2006年度）
- 専門職大学院等教育推進プログラム
  - 地域の国際化に対応する教育プログラム開発（2005年度 - 2006年度）
  - スクールリーダー養成プログラムの開発（2007年度 - 2008年度）
- 大学教育の国際化推進プログラム（戦略的国際連携支援）
  - 中東欧大学との連携による国際的大学院教育（2006年度 - 2008年度）
- 先導的ITスペシャリスト育成推進プログラム
  - OJLによる最先端技術適応能力を持つIT人材育成拠点の形成（名古屋大学等との共同事業）（2006年度 - 2009年度）
- 社会人の学び直しニーズ対応教育推進プログラム
  - 地域が求める情報技術者育成のための実践的情報システム学の再教育（2007年度 - 2009年度）
  - 地域食品産業の安全と安心を支える実務型分析オペレータ育成のための再教育プログラム（2008年度 - 2010年度）
- 戦略的大学連携支援事業（教育研究高度化型）
  - 静岡県国公私大学連携による地域を担う人材育成のための大学院教育プログラムの開発 （2008年度 - 2010年度）
- 産学連携人材育成事業（経済産業省）
  - 農業ビジネス経営体育成のための教育体制・プログラムの構築・検証（2008年）
- 地域中核産学官連携拠点（文部科学省・経済産業省）
  - 光・電子技術イノベーション創出拠点（豊橋技術科学大学、浜松医科大学、光産業創成大学院大学等との共同事業）
- 大学院教育改革支援プログラム
  - マニフェストに基づく実践的IT人材の育成（2008年度 - 2010年度）
  - 対人援助職の倫理的・法的対応力の育成 (2009年度 - 2011年度)
- 大学生の就業力育成支援事業
  - 授業パッケージ方式による就業力の育成 (2010年度 - 2014年度)
- 理数学生応援プロジェクト
  - 主体性を伸ばす理数特別カリキュラムによる科学者養成プログラム（2009年度 - 2012年度）
- 大学生の就業力育成支援事業
  - 授業パッケージ方式による就業力の育成（2010年度 - 2014年度）
- 科学技術振興調整費
  - 「地域再生人材創出拠点の形成」
    - はままつデジタルマイスター養成プログラム（2006年度 - 2010年度）
    - 制御系組込みシステムアーキテクト養成プログラム （2008年度 - 2012年度）
    - 災害科学的基礎を持った防災実務者の養成 (2010年度 - 2014年度)

  - 「戦略的環境リーダー育成拠点形成」
    - 生態系保全と人間の共生・共存社会の高度化設計に関する環境リーダー育成 (2010年度 - 2014年度)

  - 「若手研究者の自立的研究環境整備促進」
    - 若手グローバル研究リーダー育成プログラム(2008年度 - 2012年度)

  - 「女性研究者支援モデル育成」
    - 女性研究者と家族が輝くオンデマンド支援（2008年度 - 2010年度）

## 学生生活

### 課外活動
静岡大学には、公認の部・サークルと非公認サークルが存在する。公認の部サークルは、文化系サークル連合（文サ連）か静岡大学体育会のいずれかに所属する。
体育会は東海地区国立大学体育大会（東海4県の8国立大学が参加）で男子が2007-2011年に総合5連覇、2011年は女子も総合優勝を達成している。文化系では吹奏楽団と混声合唱団は全国コンクール常連ともいえる実績を誇る。
- 全国大会で入賞している部・サークル
  - 吹奏楽団（全日本吹奏楽コンクール全国大会（大学部門）銀賞、全日本アンサンブルコンテスト銀賞）
  - 混声合唱団（全日本合唱コンクール全国大会（大学部門）15回（9年連続）出場、金賞授賞5回）
  - 競技スキー部（全日本国公立大学スキー選手権　三部門制覇）
  - オリエンテーリング部（インカレ準優勝）
  - テコンドー部（ITF日本協会第20回全国学生テコンドー選手権大会団体戦優勝）

### 学園祭
学生有志の静大祭実行委員会 (JC) が中心となって活動している。
- 静岡キャンパス
  - 春のビッグフェスティバル
  - 静大祭
  - 農学祭（静大祭と同時開催）
- 浜松キャンパス
  - 静大祭in浜松

## 施設

### 静岡キャンパス
- 使用学部：人文社会科学部、教育学部、理学部、農学部、グローバル共創科学部
- 使用研究科：大学院人文社会科学研究科、教育学研究科、総合科学技術研究科、山岳流域研究院、創造科学技術大学院、岐阜大学大学院連合農学研究科
- 使用研究所：グリーン科学技術研究所

体育・課外活動施設
- 屋内施設（体育館、舞踏場、弓道場射場、合宿研修施設・体育会系サークル共用施設、文化系サークル共用施設）
- 屋外施設（陸上競技場、サッカー場、野球場、テニスコート、バレーコート、水泳プール）
- 学外施設（清水艇庫<清水地区>）

厚生施設
- 大学会館（ホール、研修室、和室等）
- 食堂（第1食堂、第2食堂、第3食堂）
- フードショップ・多目的ラウンジ「銀杏（いちょう）」
- 売店（売店、教育学部売店）
- 学生控室

交通アクセス
- しずてつジャストライン「静岡大学」・「静大片山」又は「片山」下車。

日本平の丘陵地に位置し、遠く富士山を望み、間近に静岡市街と駿河湾を臨む風光明媚なキャンパスである。福利厚生施設として、静岡大学生活協同組合が運営する食堂や売店、ホールや研修室を備える大学会館、体育施設などがある。

### 浜松キャンパス
- 使用学部：情報学部、工学部
- 使用研究科：大学院総合科学技術研究科、電子工学研究所、創造科学技術大学院、光医工学研究科

体育・課外活動施設
- 屋内施設（体育館、武道場、弓道場、課外活動施設）
- 屋外施設（運動場、テニスコート、水泳プール）
- 学外施設（浜松艇庫）

厚生施設
- 佐鳴会館
- 北会館
- 南会館

交通アクセス
- 浜松駅バスターミナル15のりば・16のりばより発車するバスに乗車し、「静岡大学」下車。

浜松の市街地に位置し、情報学部、工学部、電子工学研究所、創造科学技術大学院、情報基盤センター（浜松オフィス）、ものづくり館、イノベーション共同研究センターなどの施設がある。

### 寮
静岡大学には以下の4寮が存在し、片山・雄萠・あかつきの3寮は寮生によって自治活動が行われている。
- 片山寮（2025年4月募集停止）
  - 静岡キャンパス内に立地。定員は男子寮：288人(72室)、女子寮：228人(57室)。
- 雄萠寮（2024年3月廃寮）
  - 静岡市駿河区小鹿三丁目にある。旧制静岡高等学校時代の仰秀寮からの流れをくみ、各階ごとに、不二寮・穆寮・映寮・魁寮・悟寮と名がついている。男子学生のみ入寮可能で、定員は276人(69室)。
- あかつき寮
  - 浜松市中央区蜆塚三丁目にある。男子学生のみ入寮可能で、定員は162人（81室）。
- あけぼの寮
  - 2010年新設の寮。浜松市中央区蜆塚三丁目にあり、あかつき寮に隣接している。定員は日本人女子学生46名、外国人留学生45名、身体障害者（国籍、男女問わず）1名で、すべて個室となっている。

## 対外関係

### 地方自治体との協定
- 浜松市：中小企業に対する支援協力に関する基本協定（2005年）、産学官連携に関する包括協力協定（2006年）
- 静岡県：防災教育及び防災研究の振興並びに防災対策の発展に係る協力に関する協定（2008年）
- 静岡市：包括連携協定（2013年）

### 他大学との協定
- 国立遺伝学研究所、浜松医科大学、静岡県立大学との連携講義に関する協定
- 浜松医科大学との研究・教育・地域貢献に関する協力協定
- 1995年 静岡県西部高等教育ネットワーク会議
- 2000年 放送大学 単位互換協定
- 2003年 大学ネットワーク静岡
- 2007年 信州大学、茨城大学、埼玉大学、富山大学の各理学部との教育連携協定
- 2008年 静岡県立大学、東海大学との単位互換・学術交流に関する協定
- 2008年 浜松医科大学、静岡県立大学、静岡文化芸術大学、東海大学、富士常葉大学との防災教育及び防災研究の振興並びに防災対策の発展に係る協力に関する協定
- 2010年 明治大学 大学間交流に関する包括協定・大学院研究科間による学生交流に関する覚書
- 2011年 静岡産業大学 単位互換協定
- 2011年 光産業創成大学院大学 包括連携協定、単位互換協定（2012年）
- 2012年 金沢大学附属図書館、名古屋大学附属図書館との学習支援促進のための連携事業協定
- 2017年 6月 本学、浜松医科大学、岐阜大学、名古屋大学、愛知教育大学、名古屋工業大学、三重大学、豊橋技術科学大学の東海地区の8国立大学法人による「東海地区国立大学法人の大規模災害対応に関する協定」を締結
- 2023年4月 豊橋技術科学大学 包括連携に関する協定書を締結[20][21]

### 国際交流協定校
- 大学間協定
  - 南京大学（中華人民共和国）
  - 復旦大学（中華人民共和国）- 教職員の交流のみ
  - 西安電子科技大学（中華人民共和国）
  - 浙江大学（中華人民共和国）
  - 華中科技大学（中華人民共和国）
  - 中国科学院新疆生態地理研究所（中華人民共和国）
  - 中国科学院プラズマ物理研究所（中華人民共和国）
  - 西南林業大学（中華人民共和国）
  - 国立台北科技大学（台湾）
  - 朝鮮大学校（大韓民国）
  - 嶺南大学校（大韓民国）
  - 慶北大学校（大韓民国）
  - ノンラム大学（ベトナム）
  - フエ大学（ベトナム）
  - タンマサート大学（タイ王国）
  - カセサート大学（タイ王国）- 教職員の交流のみ
  - インドネシア教育大学（インドネシア）
  - インドネシア大学（インドネシア）
  - ガジャ・マダ大学（インドネシア）
  - バンドン工科大学（インドネシア）
  - アンナ大学（インド）
  - スリ・ラマサミー・メモリアル大学（インド）
  - ネブラスカ州立大学オマハ校（アメリカ合衆国）
  - アルバータ大学（カナダ）
  - サンクトペテルブルグ国立工業大学（ロシア）
  - キエフ大学（ウクライナ）
  - ゴメル国立大学（ベラルーシ）
  - リガ工科大学（ラトビア）
  - ワルシャワ工科大学（ポーランド）
  - マサリク大学（チェコ）
  - コメニウス大学（スロバキア）
  - ブダペスト工科経済大学（ハンガリー）
  - オブタ大学（ハンガリー）
  - アクレサドルアイオアンクザ大学（ルーマニア）
  - ソフィア大学（ブルガリア）
  - ベルク大学ヴッパータール（ヴッパータール大学）（ドイツ）
  - イエナ応用科学大学（ドイツ）
  - ブラウンシュヴァイク工科大学（ドイツ）
  - ナンシー第2大学（フランス）
- Inter-Academia
  - 静岡大学と中東欧の5つの協定大学との間で毎年9月に開催されている学術国際会議。
- 部局間協定
  - 人文社会科学部・人文社会科学研究科
    - ボン大学文学部（ドイツ）
    - 東華大学外国語学院（中華人民共和国）
    - 国立政治大学社会科学学院（台湾）
    - ジャン・ムーラン・リヨン第3大学（フランス）

  - 教育学部・教育学研究科
    - フエ高等師範大学（ベトナム）

  - 情報学部・情報学研究科
    - シドニー大学文学部（オーストラリア）
    - ワシントン大学ボセル校 コンピュータ＆ソフトウェアシステムプログラム（アメリカ合衆国）
    - ビクトリア大学ウェリントン校 工学部（ニュージーランド]）

  - 工学部・工学研究科
    - 延世大学校情報ストレージ・デバイスセンター（大韓民国）- 教職員の交流のみ
    - 鄭州大学大学院（中華人民共和国）
    - カリフォルニア工科大学工学及び応用化学技術部門（アメリカ合衆国）- 教職員の交流のみ
    - ヴィクトリア大学工学部（カナダ）
    - マドリッド工科大学光電子マイクロ研究所及び集積システム研究所（スペイン）- 教職員の交流のみ
    - ポツダム大学自然科学部（ドイツ）

  - 農学部・農学研究科
    - 木浦大学校食品工学科・食品産業地域革新センター（大韓民国）- 教職員の交流のみ
    - 国立研究院樹木・木材研究所（イタリア）- 教職員の交流のみ
    - プレトリア大学自然科学・農学部（南アフリカ連邦）- 教職員の交流のみ
    - ベトナム林業大学（ベトナム）
    - バンドン工科大学生命科学工学部（インドネシア）

  - 電子工学研究所
    - マックス・プランク固体研究所（ドイツ）- 教職員の交流のみ
    - 中国科学院・上海技術物理研究所・紅外物理国家重点実験室（中華人民共和国）- 教職員の交流のみ
    - サンクトペテルブルク国立工業大学（ロシア語版、英語版）（ロシア）- 教職員の交流のみ
    - ウクライナ国立科学アカデミー・VEラシュカリョフ半導体物理学研究所（ウクライナ）- 教職員の交流のみ
    - 国立図書館研究・情報技術大学（バングラデシュ）- 教職員の交流のみ

  - 創造科学技術大学院
    - ダッカ大学物理化学・生物学・薬学・先端研究センター（バングラデシュ）- 教職員の交流のみ

  - 創造科学技術大学院、電子工学研究所、大学院工学研究科
    - ルール大学ボッフム校化学・生物化学部（ドイツ）

  - 法科大学院
    - 慶熙大学校法学大学院（大韓民国）

### その他の組織との提携
- 物質・材料研究機構：研究交流促進のための協定（2005年）
- しずおか産業創造機構：中小企業に対する支援協力に関する基本協定（2005年）
- 中小企業基盤整備機構
- 静岡銀行、静銀経営コンサルティングとの産学連携協定（2004年）
- 清水銀行
- 三菱UFJ信託銀行
- 浜松信用金庫
- 富士信用金庫：産学連携協定（2008年）
- スズキ：教育研究連携の推進に関する協定（2005年）
- ヤマハ発動機：包括連携協定（2008年）
- 浜松ホトニクス：浜松光宣言（2013年）
- 静岡県中小企業家同友会：連携講義協定（2008年）
- 静岡県信用金庫協会：連携講義協定（2009年）
- 林野庁静岡森林管理署：森林整備の研究開発に関する相互協力協定（2009年）
- エスパルス：包括連携協定（2012年）
- 蒲郡信用金庫：産学連携に関する業務協力（2012年）
- 三島信用金庫：産学連携に関する業務協力（2012年）